# فيليكس مورلي
فيليكس مورلي (بالإنجليزية: Felix Morley)‏ هو صحفي أمريكي، ولد في 6 يناير 1894، وتوفي في 13 مارس 1982.